# R・バド・ドワイヤー
ロバート・バド・ドワイヤー（英語：Robert Budd Dwyer、1939年11月21日 - 1987年1月22日）は、アメリカ合衆国の政治家。第30代ペンシルベニア州財務長官、同州下院・上院議員を歴任した。ペンシルベニア州の州都であるハリスバーグで記者会見を行い、集まった記者たちの前で.357マグナムリボルバーで口内を撃って自殺した 。ドワイヤーの自殺はペンシルベニア州でテレビ放送された。

## 概要
1980年代初めにペンシルベニア州は、州の労働者が州の源泉徴収における過ちのために連邦税を過払いしていたことを発見した。その補償を納税者に行うため、多くの会計事務所が数百万ドルの契約を獲得するために入札に入る。1986年にはドワイヤーは最終的に契約を獲得したカリフォルニアの会社から賄賂を受け取ったとして有罪判決を受けた。ドワイヤーは自殺の翌日の1987年1月23日に共謀罪や郵便詐欺などで刑を宣告される予定だった。
ドワイヤーは裁判の間及び有罪判決の後を通じて自身に対して課された容疑に対し、無実であって濡れ衣を着させられたと主張した。数十年後、ドワイヤーの有罪を主張していた検察の主証人であるウィリアム・T・スミスは裁判で行った証言と同様に、ドワイヤーについてのドキュメンタリーである『オネスト・マン: ザ・ライフ・オブ・R・バド・ドワイヤー』の中においてもドワイヤーは賄賂を受け取ったと語っている。スミスはドワイヤーに賄賂を送ったことと、結果としてそれがドワイヤーの死の要因となった事に対し、悔恨の念を表した。ドワイヤーを訴追したジェームズ・J・ウェスト元代理地方検事は2010年にドワイヤーの有罪を断言した。

## 初期の生活と教育
ドワイヤーは1939年11月21日にミズーリ州セントチャールズに誕生した。その後ペンシルベニア州ミードビルのアラゲイニー大学を卒業し、大学ではシータ・チー・フレタリティーのベータ・チー・チャプターの会員でもあった。教育における修士号を得た後、ケンブリッジスプリングス高校で社会学を教え、フットボールのコーチも務めた。

## 経歴

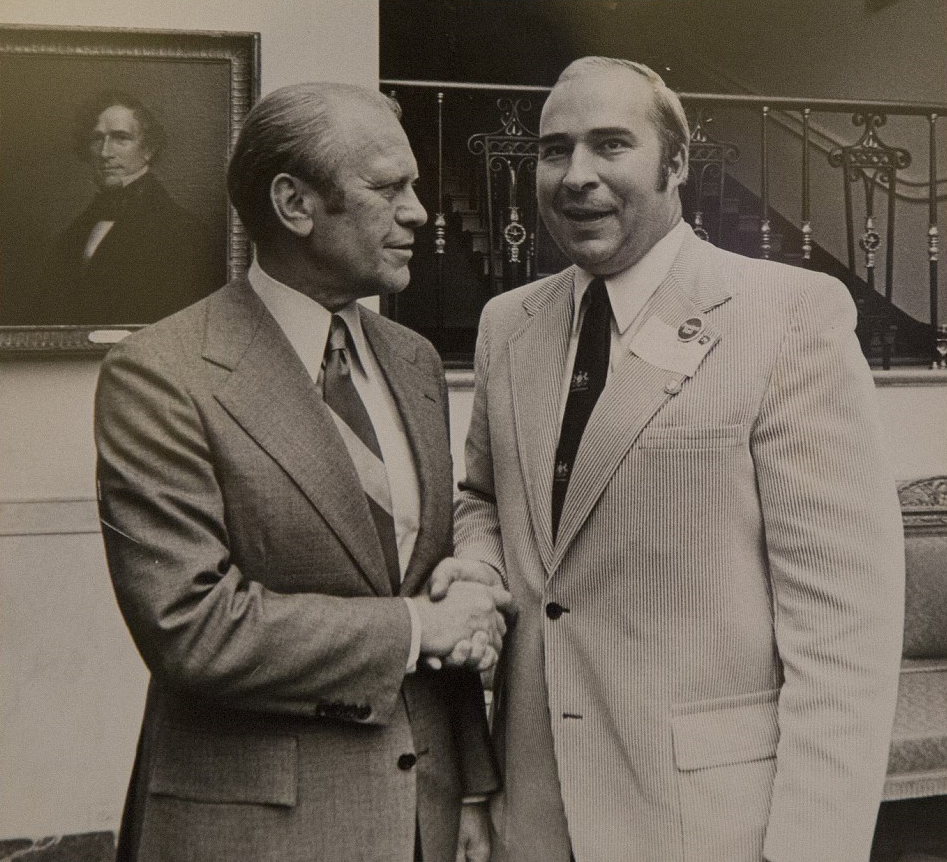
1970年代にジェラルド・フォード大統領と一緒にいるドワイヤー

共和党員としてドワイヤーは政治において活動的になり、1964年に第6区（1969年以前に州によって配分された議席）からペンシルベニア州下院議員に選出され、1966年と1968年に再選された。1970年に下院議員であったドワイヤーは、ペンシルベニア州の50番地区の上院議員の座を巡って争い勝利した。勝利の直後に彼は下院議員の職を辞し、1971年1月に上院議員として宣誓を行う。
1974年と1978年に再選された後、ドワイヤーは州政府への就任を決心し、1980年には1976年以来ロバート・E・ケーシーが務めていたペンシルベニア財務官の選挙に勝利し就任した。1984年に任期を終え、再び出馬し再選される。 

### 収賄捜査
1980年代初期にペンシルベニア州の公務員が、連邦保険拠出法（FICA）の税金を何百万ドルも過払いしていた。 その結果、州は労働者への還付額を決定するため会計事務所の入札を募った。この契約は最終的にペンシルベニア州ハリスバーグ出身のジョン・トゥルコートJrが所有するカリフォルニア州のコンピュータ・テクノロジー・アソシエイツ（CTA）が獲得。その後ディック・ソーンバーグ州知事は、460万ドルの契約の入札プロセス中に行われた贈収賄の申し立てを詳述する匿名のメモを受け取った。
連邦検察官による調査が行われ、 ドワイヤーはCTAに対して契約を進めるために彼の地位を利用することの見返りとして30万ドル相当のリベートを受け取ることに同意した収賄容疑の疑いがかけられた。 連邦検事はトゥルコートとトゥルコートの弁護士であるウィリアム・T・スミス、そしてペンシルベニア州上院の共和党のボブ・アッシャー元党首を告発。減刑判決を受ける代わりにトゥルコートとスミスは連邦政府を代表してドワイヤーとアッシャーに対する証言をした。
ドワイヤーはいかなる不正行為も否定したが、連邦検察は1件だけの贈賄容疑での起訴（最長5年の拘禁）の代わりにペンシルベニア州の財務長官として辞表を出した上で政府の調査に完全に協力するよう求める司法取引を持ち掛けた。ドワイヤーはこれを拒否したために裁判となった。しかし訴訟は起訴された人だけに限られていたため、彼の弁護は検察によって抑止される。一方で同じく賄賂スキャンダルに取り沙汰されていたものの、不起訴となった共犯者の名前は保留されていた。これらの人物はドーフィン郡共和党の職員らであったと考えられている。
1986年12月18日にドワイヤーは11件の共謀罪・郵便詐欺・偽証罪・州間輸送などの有罪判決を受け、さらに刑期については最高55年の懲役及び30万ドルの罰金を受ける可能性があった。彼の判決は1987年1月23日、地方裁判所のマルコム・ミューア判事によって行われる予定だった。
ドワイヤーの共同被告であるボブ・アッシャーは懲役1年の判決を受けたが後に政治に戻り、ペンシルベニア州の共和党国家委員長を務めた。

### 州財務官としてのドワイヤーの状況
ペンシルベニア州の法律では1月の判決まで正式にはドワイヤーを解職することができず、ドワイヤーは法的控訴が決定されるまで無給休暇中として財務長官に留まると述べた。その間、州財務省は副財務官ドナルド・L・ジョンソンによって運営された。
ドワイヤーは有罪判決を受けた後も引き続き無実を公言し続けた 。12月23日に彼はロナルド・レーガン大統領に大統領恩赦を 、この努力への支援を求めアーレン・スペクター上院議員に手紙を書いた。
ドワイヤーへの判決の週、ペンシルベニア州検事総長リロイ・ジマーマンと州検事はペンシルベニア州憲法の条項を調査し、憲法では犯罪で有罪判決を受けた公務員の解職が「自動実行」、つまり判決が下れば自動的に解職されるということが決定づけられ、その結果ドワイヤーの解職は判決の前日の1月22日に行う方針を決めた。

## 1月22日の記者会見
1987年1月15日、ドワイヤーは秘書のジェームズ・「デューク」・ホーショックと副財務官ドン・ジョンソンと共に、記者会見のアイディアをドワイヤーの自宅で議論した。当時ジョンソンはドワイヤーに記者会見の場で知事や有罪判決に関わった個人を攻撃しないよう忠告し、ドワイヤーもそうしないと述べる。そして記者会見が行われた後にドワイヤーは辞任すると見なしたホーショックとジョンソンは、その日そのままドワイヤーの元を離れた。
判決２日前の1月21日にドワイヤーはスペクター上院議員と電話で話した。スペクターの補佐官は両者は8分間から10分間話したと述べた。当時ドワイヤーは上院議員には助力を求める手紙を大統領には恩赦を求める手紙を送付していたが、上院議員はドワイヤーの要求は控訴審も含め裁判が進行中であるため「非現実的だ」 と返答した。
同日にドワイヤーは報道官のホーショックと副報道官のグレゴリー・ペニーに翌日の記者会見の準備をするよう告げるが、その際にドワイヤーは彼らに予定している会見内容は伝えなかった 。ホーショック報道官は翌日の1月22日の午前10時30分(EST)に記者会見を手配し、多数の記者に記者会見への参加を呼びかけた上で自身は記者会見の内容について知らないとも述べた。
今回の記者会見について弁護士のジェイムズ・ジェイ・ウェストは、ドワイヤーが自身の信念を守っていたことを振り返り、「(辞任は)状況の中で適切なものだと思う。辞任することで皆の時間と苛立ちをセーブすることになるようだ」 と述べた。同様にハリスバーグ・パトリオット・ニュースの記者であるケン・マーシャルは、記者たちの間でドワイヤーが財務官の辞任を発表するのを見るため会見に出席するという認識があったと述べた上で「私の使命は彼が(辞任の)言葉を述べるまでそこにとどまり、その後はその後任者に電話をかけることでした」と話している。当時は誰もがドワイヤーが更に過激な行動をとることは考えておらず、記者会見の前日の夜にドワイヤーは以下の様に記述している。
| 「 | 「私はジョーと一緒にいることを楽しんでいますし、更なる今後20年も素晴らしいものになるでしょう。 明日はとても大変ですが、私は上手くやることができればと願っています」 | 」 |

### ドワイヤーのプレス文
翌日の朝、ドワイヤーは予定通り記者会見に出席した。彼は再び無罪を主張し、用意してきた「刑事裁判システムについての散漫な論争」と表現した21ページのテキスト文を読み始めた 。司法制度を汚し、自身も堕落した人物としてソーンバーグ元知事、連邦検察官、FBIのエージェント、ミューア判事などを挙げ、又、この場でドワイヤーは死刑に反対するが、自身がペンシルベニアの議会において死刑について賛成に投じたことへの後悔も表明した。このスピーチは30分近く続いた上に終わる目途が立たなかったので、スピーチ開始から半分ほどのところで集まった記者の一部は帰りだすが、ドワイヤーは記者が帰る姿を見つけて演説を一時止め、「カメラをどかそうとしている人たちへ、あなたたちは留まるべきだ。まだ終わっていない」とも述べる。
ドワイヤーのテキストの一部が扇動的であることからホーショック報道官は彼を止めようと検討したが、会見後に自らも記者会見を開催することを判断し、後にホーショックは「私は声明の内容を知らなかったことを知らせなければならなかった。私は彼のためにテキストを書いたと考えられることを望んでいなかった」と語った。

前もって記者にもホーショックにも配布していなかった彼の声明の最後のページに到達した際、ドワイヤーは一時停止した。その後で「...そして今私は最後のページにいるが、配れるほど十分な量のコピーは手元にないので、デューク(ホーショック報道官)、テキストをここに残しておくから後ほどコピーして配布してくれ」と告げ、ドワイヤーは以下の様に続けた：
私は47年間の刺激的な挑戦と経験、多くの幸福な機会、そして何よりも男が望むことができる最高の妻と子供たちを与えてくれた主に感謝します。今、何の理由もなく私の人生は変わりました。私に電話をしてきたり手紙を書いてくる人は怒っており、無力感を感じている。彼らは私が無実で助けたいと思ってくれていますが、この国では世界最大の民主主義があります。彼らは私が犯したことのない犯罪に対して私が処罰されるのことを防げないのです。この世の中が生んだ結果だと言った人もいます。ミュラー判事は時代遅れの判決でも有名です。私は無実であるにもかかわらず刑務所で55年の懲役判決と30万5000ドルの罰金が科せられます。ミュラー判事は、すでに有罪判決が下されたときにその甲斐を感じ、他の公務員に対する「抑止力」として私を投獄する予定であると語りました。 しかし私を知っているすべての公務員は私が無実であることを知っているので、それは抑止力にはなりません。私は何も間違ったことをしていないので、それは正当な罰ではないでしょう。 私は政治的迫害の犠牲者なので、私の刑務所はアメリカ版の強制収容所に過ぎません。私は家族に友愛と祈りを続け、米国で真の司法制度を創造するために飽き足らず働き、私を擁護しようと努力した私の家族と未来の家族は私にふりかかったこの不公正によって汚されることはありません。私たちは権利と真実が勝利して無罪となると確信しており、残りの人生では米国内における司法制度を創造するために努力します。しかし罪のない判決は、その解決を強化しました。その代わり私たちの法制度の疣贅を暴露するという計画について話し合い、人々は「誰も気にしないようなことをなぜわざわざ？ そう尽力するあなたは馬鹿げているように見える。60ミニッツや20/20(報道番組)、アメリカの市民自由連合、ジャック・アンダーソン、そして他の人たちは、あなたのような事件を長年にわたり公表してきており、今更もう誰かが気にすることはない」と語りました。
この時点で、ドワイヤーは準備された発言を読むのを辞め、集まった報道陣は依然として彼の辞任を待っていた。 それでもなお重要な部分が残っていて、彼が実際にやろうとしていたことを詳述した。
私は財務官を辞任するつもりはないと繰り返し言いました。何時間もの思考と瞑想の後、私は自分の状況に特化することなく、誰にもあてはまらない決定をしました。昨年5月、裁判後にあなた方に今後10年における話をお伝えすると言いました。浅はかな人にとっては、今朝の出来事がその話になります。しかし、深い懸念を抱いている人たちには、本当の話は、今朝からの希望と祈りの結果になります。数ヶ月、数年のうちに、ここにアメリカで真の司法制度が発展します。私は彼らの恥として広がっている事実、そして私たちの市民の恥知らずな部分を燃やし去ることなく、アメリカの誇りに灯りを灯すかどうか見ながら死んでいきます。すべてのラジオやテレビ局、そして米国のすべての新聞や雑誌で私の話を伝えてください。身体的または精神的苦痛を引き起こさせたくないので、胃や心が弱い場合はすぐに退出してください。 ジョアン、ロブ、ディーディー、私は君たちを愛している！私の人生をとても幸せにしてくれてありがとう。私の人生の犠牲が無駄ではないことを忘れないでくれ。
ドワイヤーは演説を終えると彼のスタッフの3人を呼び、それぞれに州財務省の記章が入った封筒を渡した 。ボブ・ホルシュテに渡された最初の封筒には、ちょうど2日前に就任したペンシルベニア州知事ボブ・ケイシー宛の手紙が入っていた。 グレゴリー・ペニー副報道官に渡された第2の封筒には、臓器提供者カードおよびその他の関連資料が含まれていた。 ドン・ジョンソン副財務官に渡された最後の封筒には3通の手紙（妻のジョアン宛と、彼の子供のロブとディーディ宛）と葬儀の手配を含むドワイヤーの家族向けの資料が含まれていた。
記者会見に参加していたフリーランスの写真家ゲイリー・ミラーは現場の状況を「長たらしく悲しい出来事だった」と表現した。
ドワイヤーは話し終わって封筒を彼のスタッフに渡した後、スミス＆ウェッソン モデル27.6インチ 357マグナムリボルバーをマニラ紙製の封筒から取り出す。部屋の群衆はドワイヤーが封筒から引き抜いた銃を見た時、場の雰囲気は急変してパニック状態になった。ドワイヤーは聴衆に向かって「部屋を離れてください。もしかしたらこれがあなたに影響を与えるかもしれない」と冷静に言った。 
混乱の中、助けを求めに部屋を離れた人達がいる一方、部屋に留まった人は「やめろ!」「間違っている!」「話を聞け!」と怒鳴りながらドワイヤーに銃を降ろすよう求める人や、ドワイヤーに近づき彼の武器を確保しようと試みる人もいた。ドワイヤーは「やめなさい、やめなさい、これが誰かを傷つけてしまうかもしれない」と警告。その後ドワイヤーは自分の口の中に向け銃を撃ち、床に崩れて死亡した。このドワイヤーの自殺は5台のニュースカメラが記録している。そのうちの一台のカメラは発砲の後で鼻孔と後頭部から血を流してフロアに崩れ落ちているドワイヤーの死体を映し続けていた 。ホーショックが演壇に上がりメディアに離れるよう求めると共に、医療援助と州警察に連絡するよう求めた。
ドワイヤーは午前11時少し前に即死したが、死亡宣告は午前11時31分に現場にて行われている 。後に補佐官がドワイヤーの角膜が臓器の提供希望により移植利用が可能と述べたものの、他の部位は彼の体が病院に到着した時点で既に使用不可能となっていた。

### 映像とテレビメディア
ペンシルベニア州の多くのテレビ局は、深夜にドワイヤーの自殺のビデオテープを放送した。フィラデルフィア放送局の「WPVI(Channel 6)」は、ドワイヤーが銃の引き金を引き後ろ向きに倒れたことを示したが弾丸の通り道は示さなかった 。WCAUやペンシルベニアのグループW放送局、KYWやKDKAを含む多くの放送局は、発砲の直前で映像をストップして放送したが、後者の2つの放送局は発砲直前で停止された映像の下でその後の撮影の音声を継続することにした。グループWのニュースカメラマンのウィリアム・L・「ビル」・マーティンとレポーターのデイビッド・ソーレンバーガーは記者会見でカメラを設置していたが、彼らはドワイヤーが銃を口に咥えた状態で停止した映像と共に音声を放送することに決めた。少数のテレビ局だけが編集されていない記者会見を放映している。フィラデルフィアのWPVIは、午後5時と午後6時に自殺映像の全編を再放送した。番組では視聴者に警告することなく放送し、現在インターネット上で流通している自殺映像の元となっている。ピッツバーグのWPXIは早朝のニュース番組で無修正の映像を放送しているとAP通信が報道した。WPXIの運営マネージャーのウィリアムズは放映の決定を説明するにあたり、「重要な人物についての重要な出来事だ」と述べている。ウィリアムズは夜のニュース番組で映像を放映することを避けた理由として「その時には彼の自殺を誰もが知っているし、視聴者には学校から帰ってきた子供もいる」と説明した 。しかしペンシルベニア州中央部では吹雪のために当日の日中に学校から帰宅した子供が多く、ハリスバーグのテレビ局WHTM-TVはストーリーの重要な性質だとしてその日に2回自殺のビデオを放映することを選んだ上、その後数百人の視聴者から苦情が寄せられたにも関わらず決定を擁護した。また多くの学生はチャレンジャー号爆発事故と同様にブラックジョークを作ることで反応した。 ジョークの事例の研究によると多くのブラックジョークは無修正の記者会見の映像を放送された地域で起きたとされる 。
一方でドワイヤーの自殺現場にいた少なくとも1人の記者が目撃者であることに苦しむことになり、ドワイヤーから数歩先に立っていたラジオ記者のトニー・ロメオは事件後に鬱病を発症し記者職を休職した。

### ボブ・ケーシー知事への手紙
ドワイヤーによる共和党知事ソーンバーグへの深い不信が記者会見で詳細に説明された 。ドワイヤーの記者会見及び自殺時点ではソーンバーグはドワイヤーに代わる新財務官を任命する権力はなかったが、その後、民主党のボブ・ケーシー新知事が1987年1月20日に就任している。
ドワイヤーがケーシーに送った手紙には「あなたがこの手紙を受け取るまでに、ペンシルベニア州財務局は空白になっているでしょう。私は辞任しなかったことを強調しますが、ペンシルベニア州財務官として最後の時まであり続けました」と語っていた。また、ケーシー知事については「今のペンシルベニア州が必要としている素晴らしい知事になられるでしょう」と語っている。ドワイヤーは妻ジョアンを「非常に才能があり、魅力的で、組織的で、勤勉です」と表現し、ペンシルベニア州の財務官の後任として提案した。
ケーシー知事はドワイヤーの提案を受けいれなかった上、1月22日の事態にかかわらず、ペンシルベニア州知事と議会は既にドワイヤーが辞任するか解職されることを予期していた。そのようなことから、民主党の次の財務官がドワイヤーの残りの任期を務め、任期の終わりに辞任する合意が既に仲介されていた。そのような状況からドワイヤーの自殺の翌日の1987年1月23日にG・デイビス・グリーンJrがペンシルベニア州の第31代財務官に任命された。

### 遺族給付金と埋葬
ドワイヤーの在職中の死により未亡人となったジョアンは合計120万ドル以上の遺族年金を受け取った。これは当時の州制度において最大の遺族年金支払いであったが、もしドワイヤーの生前に有罪判決が下されていれば、州が提供する年金給付金の支払いは州の法律にてされなかったことになる。ドワイヤーの広報担当者は、法的防衛費によって家計が破綻していた家族への年金給付を保護するために自殺した可能性もあると示唆した。 また友人や家族からの他の声明でもこれがドワイヤーの動機であることを示唆している。

## 大衆文化
1988年、ポスト・ハードコアバンドのレイプマンはドワイヤーに言及した『Budd EP』をリリースした。
1990年、学術雑誌『Symbolic Interaction』でドワイヤーの自殺は「自殺研究へのエスノメソドロジー的アプローチ」として用いられた。
1992年、オルタナティブ・ロックバンドのフェイス・ノー・モアはドワイヤーの自殺の音声クリップのサンプルを取り上げた「The World Is Yours」という曲名の音楽を録音した。更にドワイヤーの最後に発した言葉「This will hurt someone(これは誰かを傷つけるだろう)」が曲の歌詞に含まれている。
また、1992年にドイツのスラッシュメタルバンドKreatorがリニューアルアルバムにて『Karmic Wheel』を作曲し、イベントに関する歌詞とドワイヤーの演説の部分録音を収録。元のバージョンではスピーチは聞き取りにくいが、リニューアルアルバムでは、より鮮明なバージョンが収録されている。
インダストリアル・ロックバンドのフィルターは1995年に自身のアルバム『Short Bus』向けの曲として『Hey Man Nice Shot』を作曲した。フィルターのリーダーのリチャード・パトリックによれば、曲の歌詞は自殺の件についてだという
2013年にデスコアバンドFit For An Autopsyはアルバム『Hellbound』にドワイヤーへの追悼として『Thank You Budd Dwyer(ありがとうバド・ドワイヤー)』と題した曲を制作した。
2010年10月9日にはドワイヤーについてのドキュメンタリー『Honest Man: The Life of R. Budd Dwyer』がCarmel Art & Film Festivalで初放映された 。翌日の2010年11月10日にドワイヤーの家族がペンシルベニア州のプレミアに参加し、ハリスバーグでQ&Aセッションに参加している(質問は審査されている)。
オーストラリアのメタルプロジェクトのエレンデは2015年に発売した曲『Weltennacht』の中でドワイヤーの自殺の音声を含んでいた。曲の公式映像には一部修正が加えられた自殺映像も含んでいる。
ペンシルベニア州を拠点とするロックバンド「CKY」のオリジナルアルバム『Volume 1』のカバーにドワイヤーの自殺の正確な瞬間を描写した絵が使用されたが、その後ギタリストChad I Ginsburgがステージで演奏している画像に変更されている。

## さらなる文献
- Grossman, Mark (2003). Political corruption in America: an encyclopedia of scandals, power, and greed (2003 ed.). ABC-CLIO. ISBN 978-1-57607-060-4. - Total pages: 466
- Keisling, William (2003). The Sins of Our Fathers (2011 ed.). Yardbird Books/yardbird.com. ISBN 978-0-9620251-0-5. - Total pages: 167